# سیارک ۲۲۷۸۳
سیارک ۲۲۷۸۳ (به انگلیسی: 22783 Teng، نامگذاری:1999GT52)۲۲۷۸۳مین سیارک کشف شده‌است که در ۱۱ آوریل ۱۹۹۹ کشف شد.